# الفرقة التاسعة والخمسون (الجيش الامبريالي الياباني)
الفرقة التاسعة و الخمسون (第59師団 Dai-gojūkyū Shidan) كانت إحدى فرق المشاة ضمن الجيش الإمبراطوري الياباني . لقبها كان فرقة الكِسوة (衣兵団 Koromo Heidan، كورومو هيدان) . حيت تم تشكيلها في الثاني من فبراير 1942 في جينان كفرقة أمن (الفئة C) ، بالتزامن مع الفرق الثامنة والخمسون و الستين . كان الهدف منها تشكيل نواة للواء المستقل العاشر المختلط الياباني . و أعتبارها كفرقة أمنية، يتكون العمود الفقري للفرقة التاسعة والخمسون من كتائب مشاة مستقلة، ولم يشمل فوج مدفعية. تم تجنيد رجالها من محافظة تشيبا ، مع وجود مكتب تعزيزات في كاشيوا . تم تعيين الفرقة في البداية للجيش الثاني عشر

## عمل
عند التشكيل، تولت الفرقة التاسعة والخمسون المهام الأمنية للواء المختلط العاشر المستقل . بدأ القتال الأول ضد الملشيات الصينية في مقاطعة غوانتاو في يونيو 1942. و أبتدأً من أغسطس 1942 ، انخرطت الفرقة في محاولة لهزيمة قوات يو شيويه تشونغ . و في منتصف نوفمبر 1942 ، شاركت الفرقة في زحف إلى شرق جينان ، وتمكنت من عزل عناصر الجيش الصيني في شبه جزيرة شاندونغ .
في ديسمبر 1942 ، شارك أفراد من الفرقة التاسعة والخمسون في حادثة كانتو - وهي عبارة عن تمرد تلقائي أثناء النقل إلى مقاطعة غوانتاو . حيت ذهب أعضاء جانحون من عصابة ياكوزا للبحث عن الكحول وتسببوا في تفكك شركة النقل في 27 ديسمبر 1942. تم قمع التمرد بعد ذلك بيومين.
في يناير 1943 ، اشتبكت الفرقة التاسعة والخمسون مع جيش التحرير الشعبي شمال شرق جينان . و في أبريل 1943 ، بدأت العمليات في جبال تايهانغ ضد جيش التحرير الشعبي . و في يوليو 1943 تم استخدام لواء المشاة الرابع والخمسون لتعزيز الفرقة الخامسة والثلاثين . استمر القتال على حدود مقاطعة شاندونغ حتى منتصف نوفمبر 1943.
في يناير 1944 ، تم إرسال بعض القوات للمشاركة في معركة وسط هنان الوشيكة. واصلت بقية الفرقة التاسعة والخمسون توفير الأمن في مقاطعة شاندونغ ، مع اندلاع قتال أشد في نوفمبر 1944.
في مارس 1945 ، تمت إضافة سرية هاون إلى الفرقة. و لكنه سرعان ما بدأت الفرقة التاسعة والخمسون الانسحاب التدريجي من مقاطعة شاندونغ دون أن يتم استبدالها. خلال ذلك الوقت، تم استخدام سياسة «الأرض المحروقة» على نطاق واسع، وتم تسجيل العديد من الفظائع، مثل استخدام أناس لتطهير حقول الألغام،  أو القتل الجماعي للمدنيين من قبل كتيبة المشاة المستقلة الخامسة والأربعين. و في 30 مايو 1945 ، تم إلحاق الفرقة التاسعة والخمسون بجيش كوانتونج وتم تعيينها للجيش الرابع والثلاثين في 18 يونيو 1945. وصلت الكتائب الأخيرة من الفرقة التاسعة والخمسون إلى هامونغ في أوائل يوليو 1945 وكانت لا تزال في مواقع محصنة، مع الفرقة مئة وسبعة وثلاثون، خلال الغزو السوفيتي لمنشوريا في 9 أغسطس 1945 واستسلام اليابان في 15 أغسطس 1945.

## مرجع ومزيد من القراءة
1. ↑  Gordon L. Rottman (ديسمبر 2005). Japanese Army in World War II: The South Pacific and New Guinea, 1942-43. Battle Orders. أسبري للنشر. ISBN:978-1-84176-870-0. OL:8922773M. QID:Q15053684.
2. ↑  娘を殺害、油で揚げて副食に نسخة محفوظة 2016-10-24 على موقع واي باك مشين.
3. ↑  "熊沢京次郎『天皇の軍隊』（現代評論社 1974年）p.348". مؤرشف من الأصل في 2016-08-20. اطلع عليه بتاريخ 2016-06-11.

- مادجي، دبليو. فيكتور. وسام معركة القوات المسلحة اليابانية، 1937-1945 [مجلدين]

آلنتاون، بنسلفانيا: 1981